# 达涅利酒店

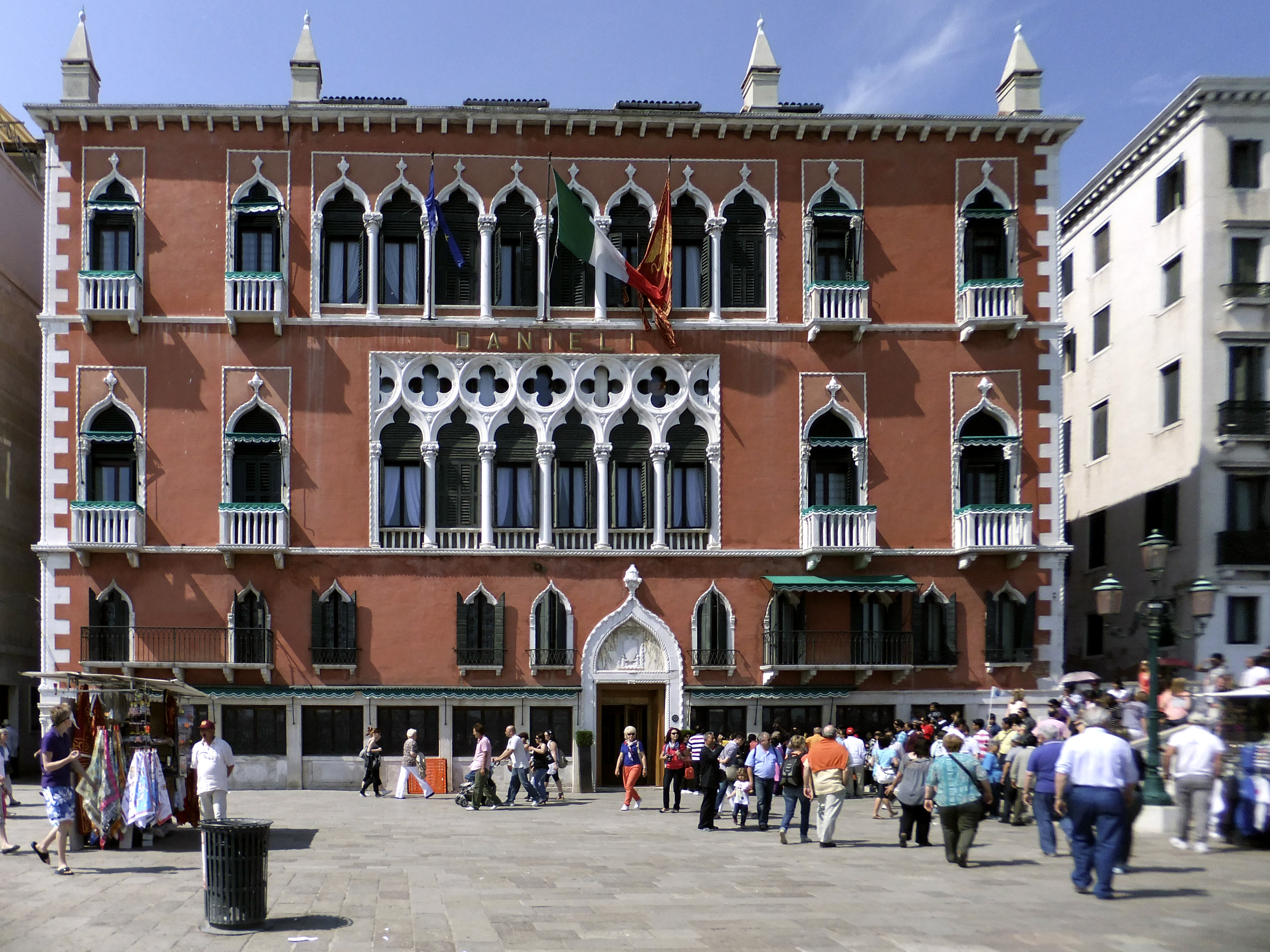

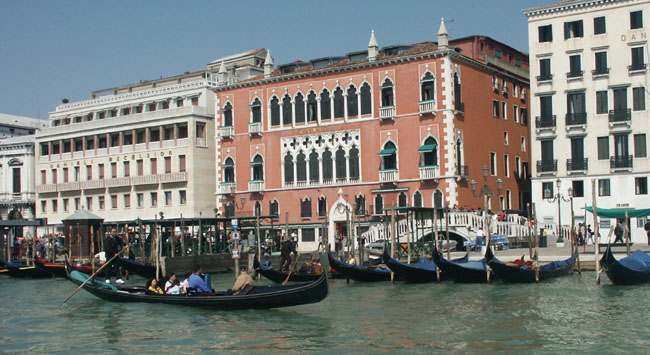

威尼斯丹尼利豪華精選酒店（Hotel Danieli）原为丹多洛宫（Palazzo Dandolo），是意大利威尼斯的一个五星级酒店。它由丹多洛家族建于十四世纪末。美国有线电视新闻网将其列为该市五家顶级 "奢华酒店" 之一。

## 位置
酒店的主楼是丹多洛宫靠近圣马可广场，面对潟湖，周围是许多十四和十五世纪的建筑。。

## 历史

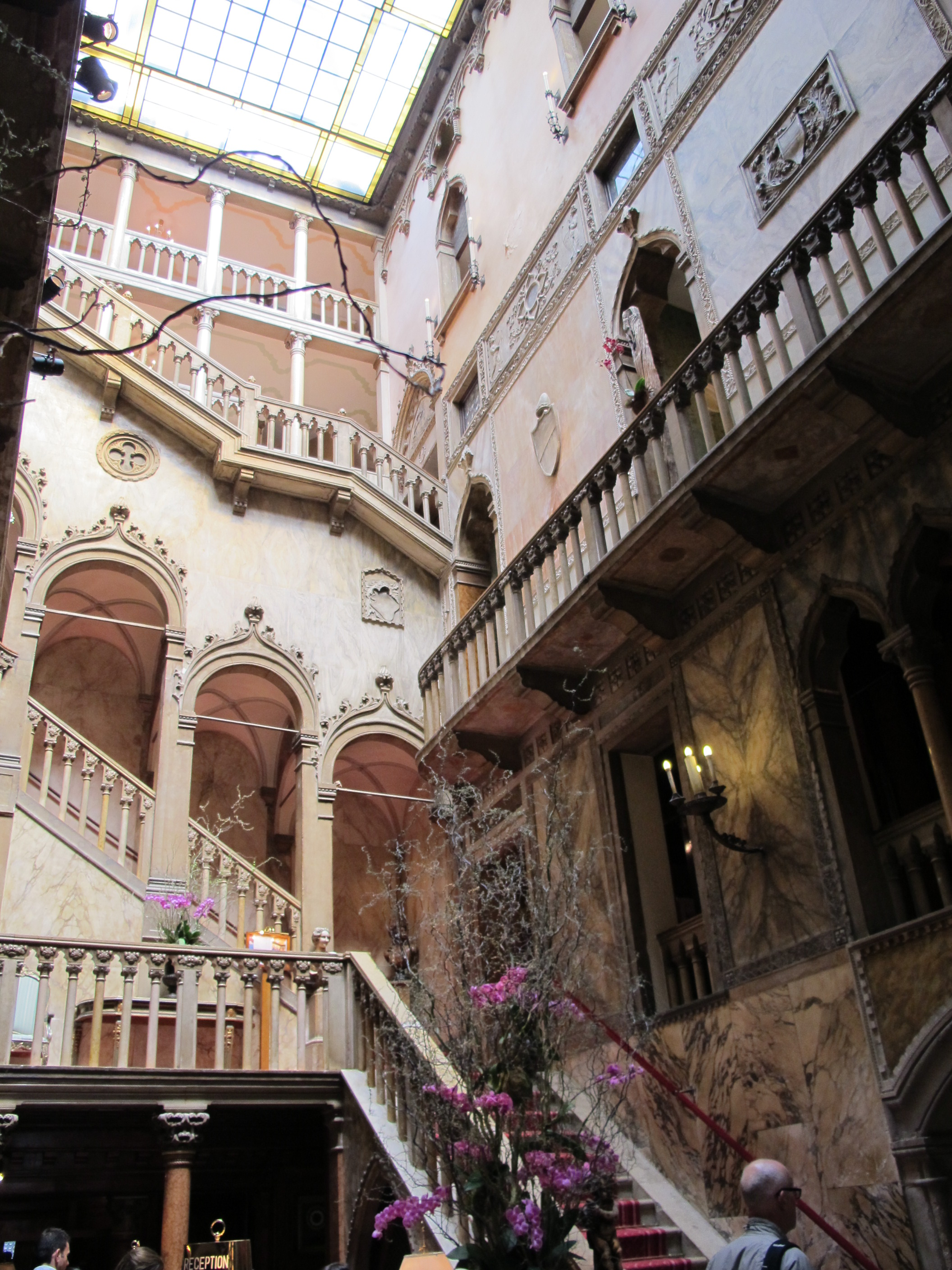

该建筑由威尼斯贵族丹多洛家族建于十四世纪末。自1822年以来开辟为酒店，有233间客房和套房。

## 建筑

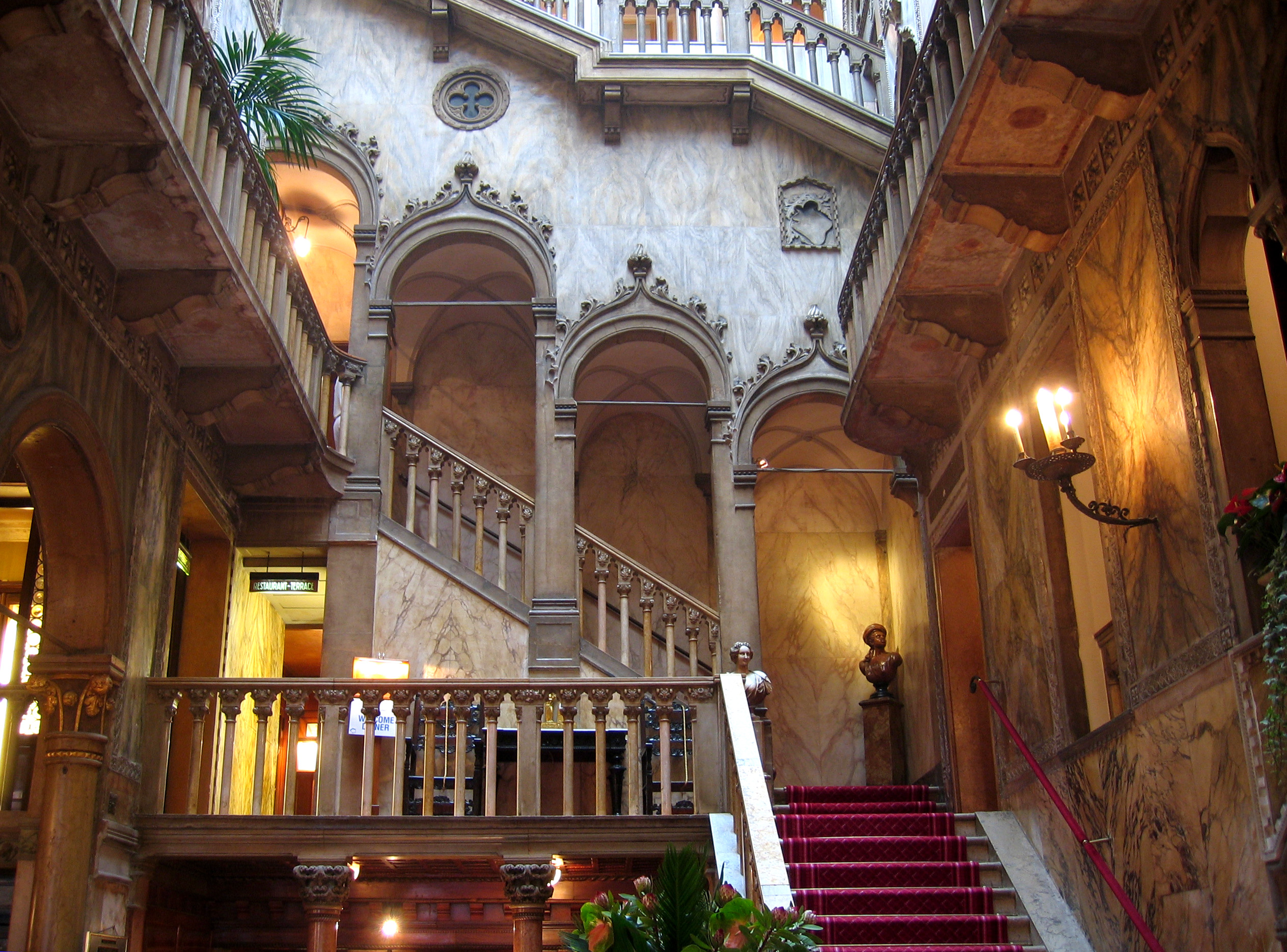

该建筑为拜占庭哥特式风格，粉红色立面 有四层的拱廊庭院。总督套房最为豪华，布置十八世纪的家具和壁画。 